# Walter Cookson
Walter S. Cookson (født 6. september 1879 i Preston - marts 1948) var en engelsk professional fodboldspiller. Han spillede for Nelson, Bristol City, Blackpool, Wellingborough, Brentford og Portsmouth.